# Jonathan Livingston Seagull (1973)
Jonathan Livingston Seagull (br Fernão Capelo Gaivota) é um filme norte-americano de 1973, do gênero drama, dirigido por Hall Bartlett e com as vozes de James Franciscus e Juliet Mills.